# Gokase
Gokase (jap. 五ヶ瀬町 Gokase-chō) – miasto w Japonii, na wyspie Kiusiu, w prefekturze Miyazaki. Według danych na rok 2020 miejscowość zamieszkiwało 3 472 mieszkańców , a gęstość zaludnienia wyniosła 20,2 os./km².